# Victoria Scherer
Victoria Marie Scherer (* 9. August 1992 in Ludwigshafen am Rhein) ist eine ehemalige deutsche Schauspielerin. Sie hatte im Film Der Schatz der weißen Falken (2005) eine Rolle als Marie.

## Filmografie
- 2005: Der Schatz der weißen Falken
- 2008: Entführt – Ich hol dich da raus
- 2008: Remarque – Sein Weg zum Ruhm